# Koninklijk paleis van Oslo

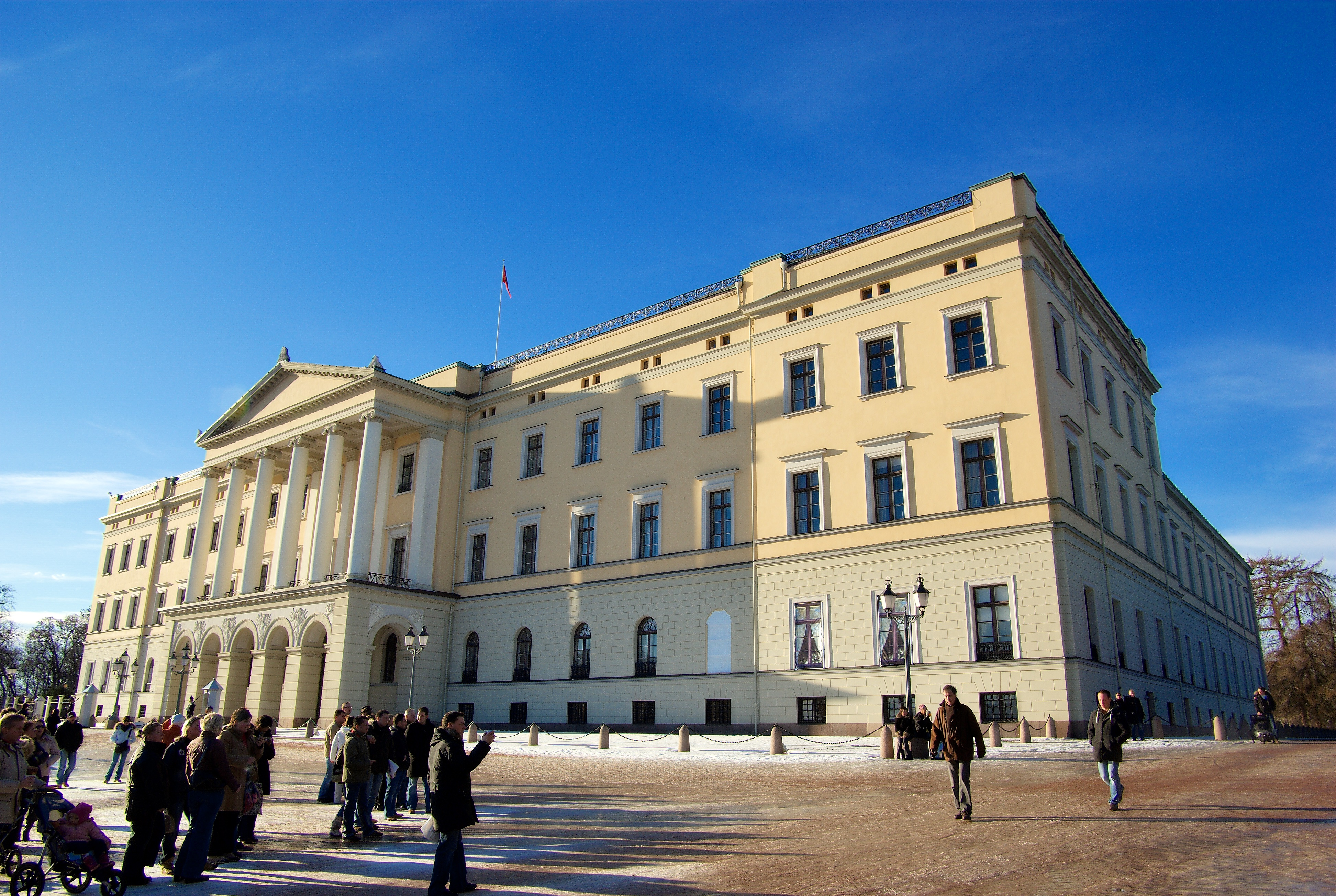
Vooraanzicht van het koninklijk paleis

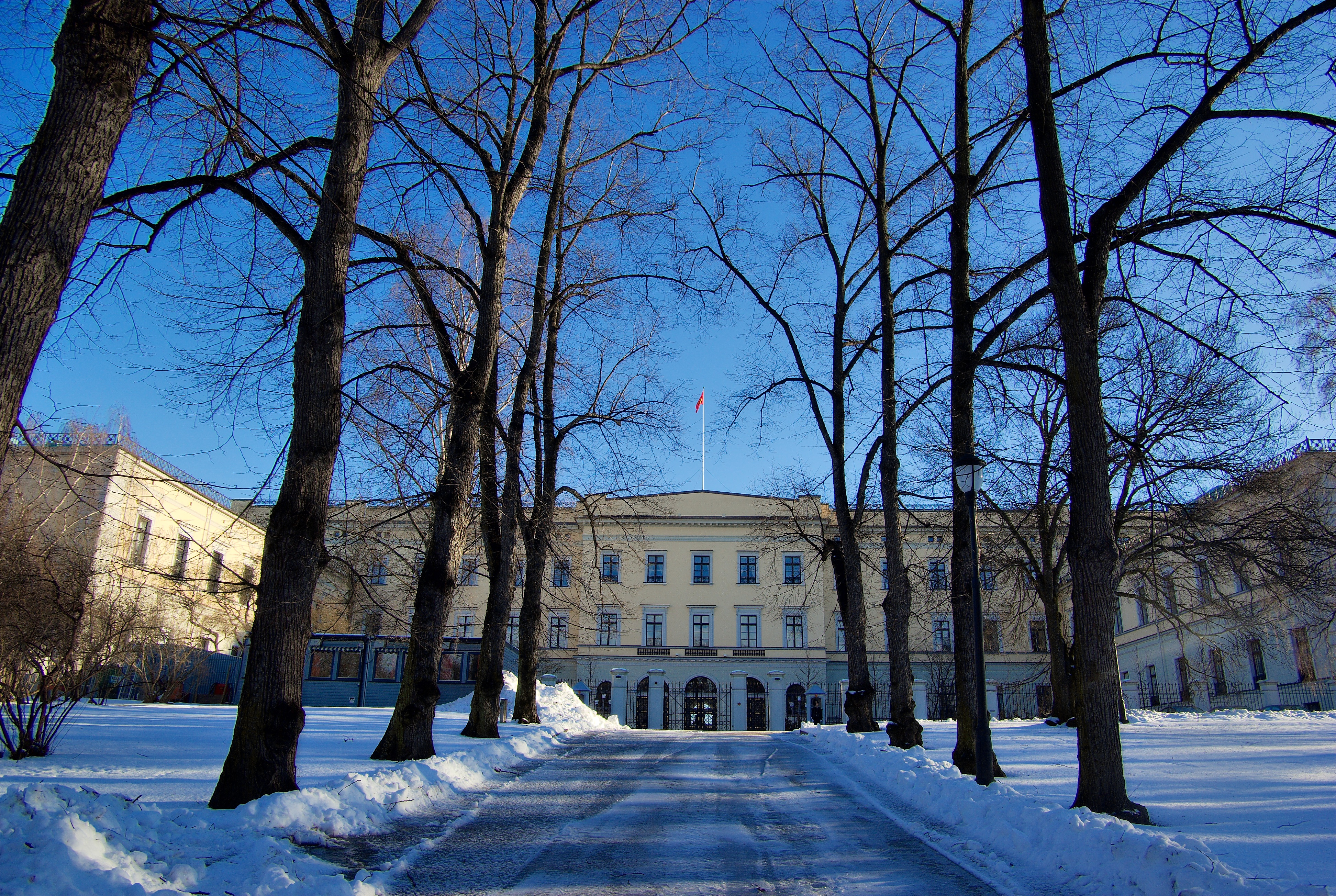
Het koninklijk paleis gezien vanuit het achtergelegen park

Het koninklijk Paleis (Noors: Slottet) in Oslo werd gebouwd in de eerste helft van de 19e eeuw als Noorse woonplaats van Zweeds-Noorse koning Karel III Johan (Karel XIV Johan van Zweden) en wordt gebruikt als officiële woonplaats van de Noorse koning.
Het paleis is ontworpen door de in Denemarken geboren architect Hans Ditlev Franciscus Linstow (1787-1851). De bouw van het paleis werd geïnitieerd in 1821 door het Noorse parlement en de eerste steen werd gelegd in 1825 door de toenmalige koning. Het paleis was voltooid in 1849.
De leden van de Zweeds-Noorse koninklijke familie hebben het paleis nooit veel gebruikt, omdat zij niet veel tijd in Oslo (toen Christiania) doorbrachten. Bovendien was er een kleiner huis in het oude centrum van de stad, dat als koninklijke verblijf de voorkeur kreeg. Tijdens de regeerperiode van koning Oscar II genoot koningin Sophia van lange verblijven in Noorwegen en gebruikte hiervoor regelmatig het koninklijk paleis.
Nadat Noorwegen in 1905 de personele unie met Zweden had verbroken en een eigen koning Haakon VII had gekozen, werd het paleis voor het eerst de permanente verblijfplaats voor de Noorse monarch.
Tijdens de regeerperiode van koning Olaf V, van 1957 tot 1991, werd het koninklijke paleis niet vernieuwd. Toen de huidige koning Harald V een groot vernieuwingsproject begon, kreeg hij veel kritiek vanwege de hoeveelheid geld die daarvoor nodig was. 
Sinds 2002 is het paleis opengesteld voor het publiek.